# Jenny Holzer

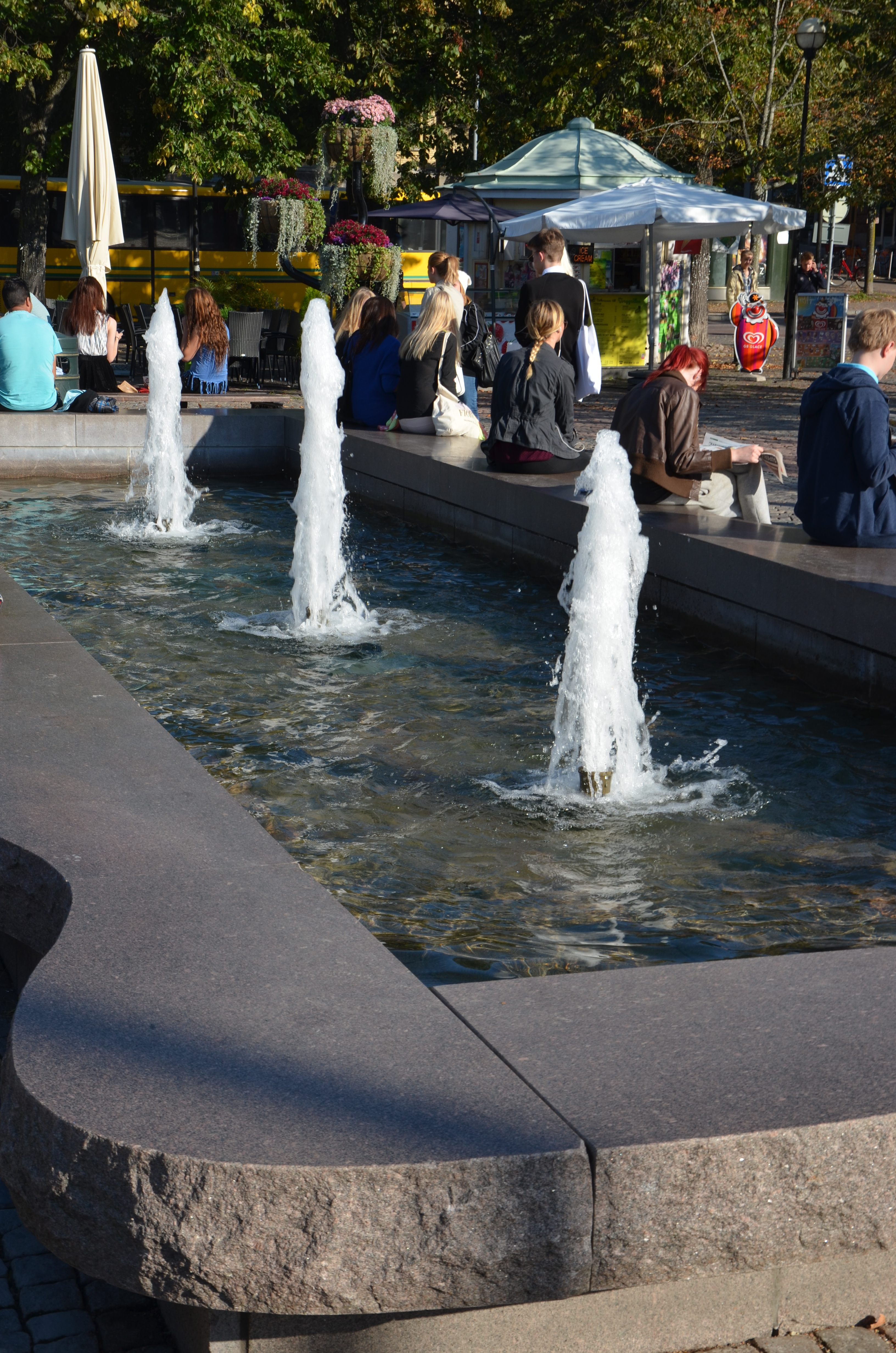
For Karlstad på Stora Torget i Karlstad

Jenny Holzer, född 29 juli 1950 i Gallipolis i Ohio, är en amerikansk konceptkonstnär.
Holzer söker i sin konst förkasta alla traditionella uppfattningar om konstverket. Hon använder språket som medium och bland annat affischer, T-shirts och lysdioder som medel för att förmedla sitt budskap. I Truismer (1979) lät hon i New York projicera enradiga meddelanden på husfasader, bland annat "men are not monogamous by nature".
Vid hennes installation Installation "Jenny Holzer" på Solomon R. Guggenheim Museum i New York 1989–1990 ringlade sig 330 av dessa banala och emellanåt provocerande texter, kallade "mock clichés", runt insidan av Frank Lloyd Wrights byggnad i rörliga färgade ljus. Andra av dessa "truismer" var inhuggna på 17 granitbänkar placerade i en cirkel.
Holzer tillhör feministgrenen av en generation av konstnärer som framträdde runt 1980, som söker efter nya sätt att göra berättelser eller kommentarer till en implicit del av visuella objekt.
Holzer var aktiv medlem av Colab under denna tid. Andra kvinnliga samtida är Barbara Kruger, Cindy Sherman, Sarah Charlesworth och Louise Lawler.
Den publika dimensionen är fullständig i Holzers verk. Hennes storskaliga installationer har inkluderat reklamskyltar, projektioner på byggnader och andra arkitektoniska strukturer och upplysta elektroniska skärmar. LED-skyltar har blivit Holzers mest synliga medium, även om hennes mångfaldiga praxis innehåller ett brett utbud av media, inklusive gatuaffischer, målade skyltar, stenbänkar, målningar, fotografier, ljud, video, projektioner, Internet, t-shirts för Willi Smith och en racerbil för BMW.
2010 hade Holzers LED-skyltar blivit mer skulpturala. Holzer är inte längre författare till sina texter, och under de följande åren återvände hon till sina rötter, som var målning.

## Tidigt liv och utbildning
Holzer föddes i Gallipolis, Ohio. Hennes ursprungliga avsikt var att bli en abstrakt konstnär. Hennes studier omfattade allmänna konstkurser vid Duke University i Durham, North Carolina (1968–1970), och sedan målning, tryckning och teckning på University of Chicago, innan hon kompletterade sin BFA på Ohio University, Athens (1972). 1974 gick Holzer sommarkurser på Rhode Island School of Design, och kom in på deras MFA-program 1975. Hon flyttade till Manhattan 1976, gick med i Whitney Museums självständiga studieprogram och började sitt första arbete med språk, installation och publik konst. Hon var också aktiv medlem av konstnärsgruppen Colab.

## Verk

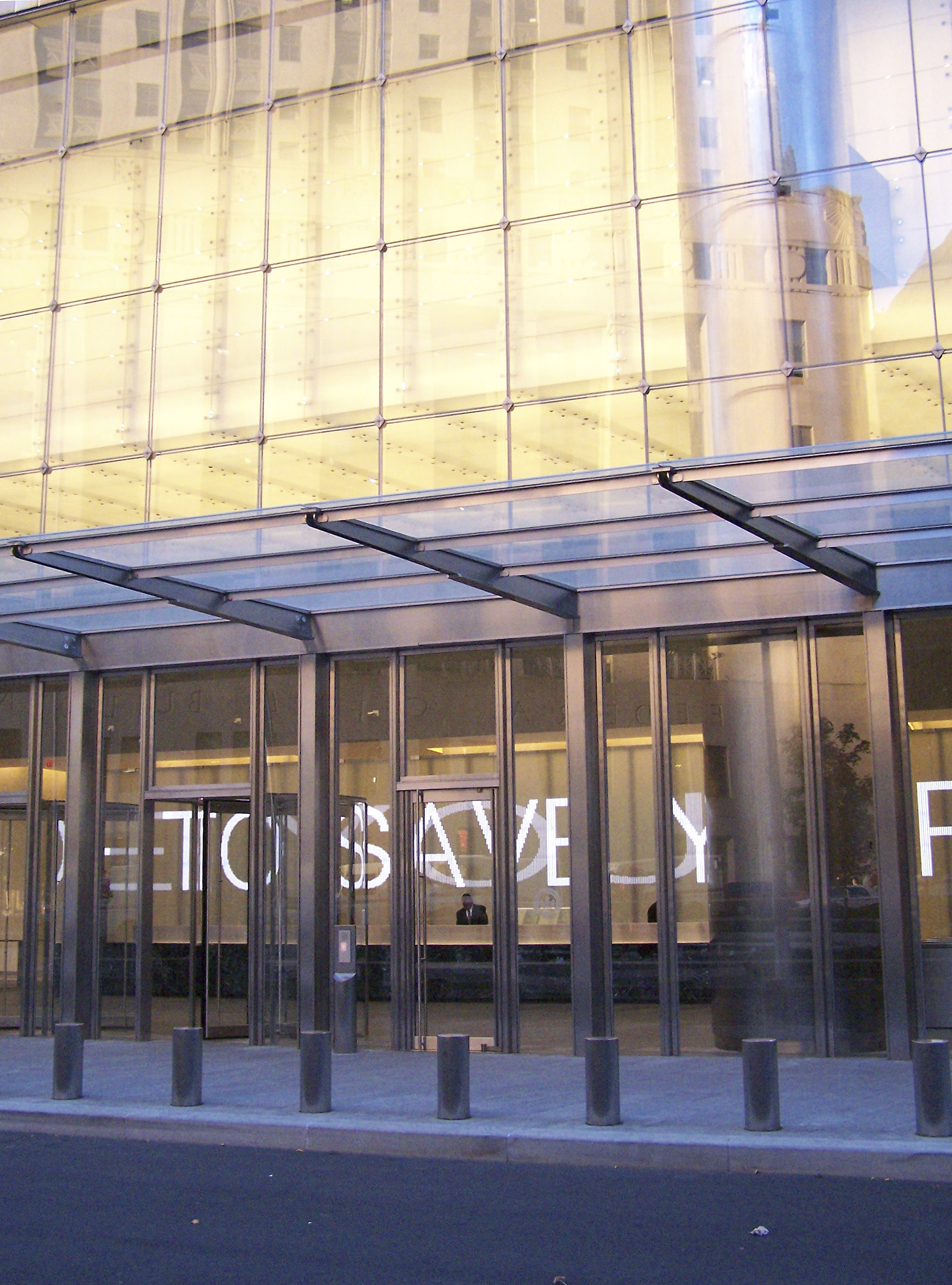
Installation i lobbyn i 7 WTC

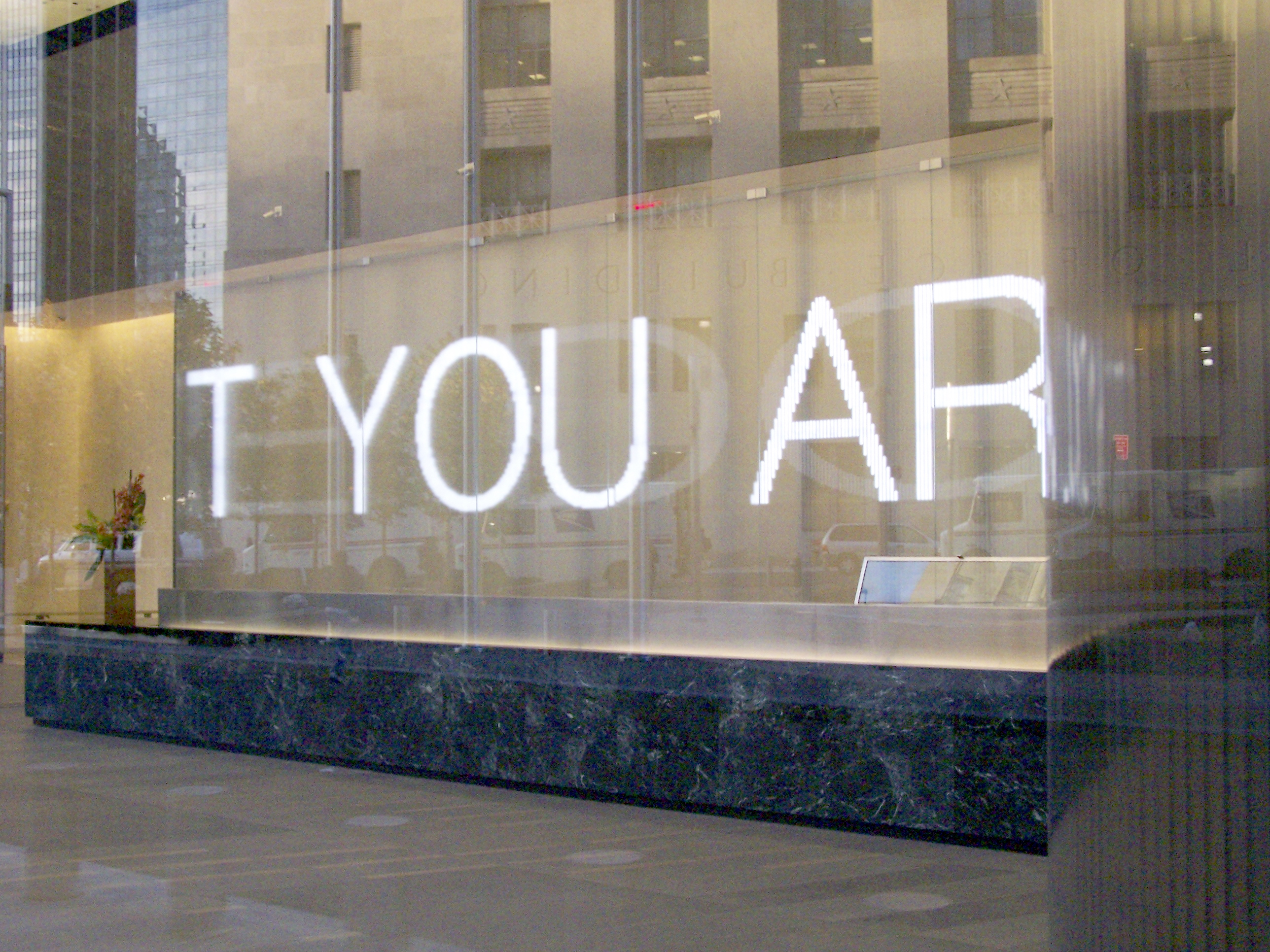
Detalj av installation i 7 WTC

Hennes verk visade sig först som anonyma plakat som hon tryckte i svart kursiv text på vitt papper och klistrade upp på byggnader, väggar och staket i och runt Manhattan. Det var enradiga meddelanden som var ett destillat av en lärd läslista från Whitney Independent Study Program, där hon studerade. Hon tryckte andra Truisms på affischer, T-shirts och klistermärken, och karvade in dem i stenbänkar. På det sena 1980-talet var Holzers postkonst och gatuflygblad med på utställningen Social Strategies by Women Artists på Institute of Contemporary Arts i London, som sköttes av Lucy Lippard.
1981 initierade Holzer serien Living, tryckt på aluminium- och bronsplåtar, det presentationsformat som används av medicinska och statliga byggnader. Serien Living handlade om sådant som är nödvändigt i det dagliga livet: äta, andas, sova och mänskliga relationer. Hennes korta instruktioner ackompanjerades av målningar av den amerikanska konstnären Peter Nadin, vars porträtt av män och kvinnor fästa på metallstolpar formulerade ytterligare tomheten i både liv och budskap i informationsåldern.

Inflammatory Essays bestod av affischer som Holzer skapade och satte upp runt om i New York mellan 1979 och 1982. 2018 trycktes ett utdrag ur det verket på ett kort sytt på baksidan av klänningen som Lorde bar på Grammys; utdraget löd: "Fröjda er! Våra tider är outhärdliga. Ta mod till er, för det värsta är en budbärare för det bästa. Endast svårigheter kan utlösa förtryck från förtryckarna. Det gamla och korrupta måste förstöras innan det rättfärdiga kan segra. Motsättningarna kommer att öka. Räkningens dag kommer att påskyndas. Apokalypsen kommer att blomstra
." Andra på Grammys  bar vita rosor eller helvita kläder för att visa solidaritet med Time's Up movement. Lorde skrev: "Min version av en vit ros — APOCALYPSEN KOMMER ATT BLOMMA — ett utdrag från den största i alla tider, Jenny Holzer."
De moderna datasystemen blev en viktig komponent i Holzers verk 1982, när hon installerade sin första stora elektroniska skylt på Spectacolors annonstavla på Times Square i New York. Sponsring från Public Art Fund program, tillät användningen av LED-lysrör (LED) och Holzer kunde nå en bredare publik. Texterna i hennes nästa Survival-serie, sammanställd 1983-85, talar om den stora smärta, glädje och det löje som finns i det samtida samhället. År 1986 började hon arbeta med sten; för sin utställning det året på Barbara Gladstone Gallery i New York introducerade Holzer en total miljö, där tittarna konfronterades med obevekligt visuellt surr från en horisontell LED-skylt. 330 av hennes banala och emellanåt provocerande texter, kallade "mock clichés", ringlade sig runt insidan av Frank Lloyd Wrights byggnad med rörliga färgade ljus. Andra av dessa "truismer" var inhuggna på 17 granitbänkar placerade i en cirkel som leder upp till ett elektroniskt altare. Hon fortsatte denna praxis när hon 1989 på Guggenheim Museum visade upp en 163 meter lång skylt, som bildade en oavbruten cirkel som gick i spiral upp på en balustradvägg.
Efter att ha gjort ett uppehåll med konsten, återvände Holzer kontroversiellt 1993. Holzer visade sin Lustmord-serie, en serie vars namn bokstavligt betyder "sexmord" på tyska. Lustmord skapades som ett svar på Bosnienkriget, speciellt den metodiska våldtäkten samt mördandet av kvinnor. Verken Lustmord gjordes mellan 1993 och 1994, för att uppmärksamma dessa otänkbara handlingar. Verket kännetecknas av tre poem som återberättar de sexualbrott som skedde på den tiden, sedda från offrets och från förövarens synvinkel. Lustmord hade tagit många olika former från texter skrivna i blått, svart och rött bläck på huden. Holzer hade arrangerat ett Lustmord-Table (en samling av olika sorters ben från kroppen lagda på ett träbord, insvepta med silverband och med text ingraverad).
I samband med unionsupplösningens 100-årsdag skapades verket For Karlstad, ett resultat av ett samarbete mellan Karlstads kommun och Statens konstråd. Detta verk bestod av fyra permanent placerade granitbänkar som grupperats kring Ivar Johnssons Fredsmonument från 1955 och vars sittytor återger citat från de svenska och norska delegaternas minnesanteckningar från unionsupplösningsförhandlingarna, samt ett temporärt ljuskonstverk med texter från tiden kring unionsupplösningen 1905 som under dygnets mörka timmar projicerades på rådhusets fasad 23 september – 23 oktober 2005. Texterna som sakta vandrade uppför fasaden, likt eftertexten i en film, bestod av utdrag ur protokoll från förhandlingarna, urklipp från både svenska och norska samtida tidningar samt minnesnotiser, dagboksanteckningar och brev som Holzer samlat in från diverse karlstadsbor.
Medan Holzer skrev texterna till huvuddelen av sina verk mellan 1977 och 2001 har hon sedan 1993 huvudsakligen använt texter skrivna av andra, inklusive litterära texter från sådana författare som den polska nobelprisvinnaren Wisława Szymborska, Henri Cole (USA), Elfriede Jelinek (Österrike), Fadhil Al Azzawi (Irak), Yehuda Amichai (Israel), Mahmoud Darwish (Palestina), Khawla Dunia (Syrien) och Mohja Kahf (syrisk-amerikanska). Sedan 2010 har Holzers verk fokuserat på regeringsdokument som rör Irak och Mellanöstern. I senare projekt har Holzer använt text i regeringsdokument från ett mycket annorlunda sammanhang, och passager från tidigare hemligstämplade amerikanska armédokument från Irakkriget, till exempel ett stort LED-verk med utdrag från utfrågningar av amerikanska soldater som var anklagade för övervåld, brott mot mänskliga rättigheter och krigsbrott i Abu Ghurayb-fängelset — därmed offentliggjorde hon det som en gång hölls hemligt och visade det "militärt-kommersiella underhållningskomplexet".
Holzers verk berättar ofta om våld, förtryck, sexualitet, feminism, makt, krig och död; och konstnären använder sig ofta av de moderna informationssystemens retorik för att ta upp de politiska åsikternas diskurs. Hennes huvudsakliga strävan är att upplysa, att ta fram i ljuset sådant som tänkts i tysthet och var avsett att förbli dolt.